# 足立区立新田学園
足立区立新田学園（あだちくりつしんでんがくえん）は、東京都足立区新田にある公立の小中一貫校である。

## 概要
2010年（平成22年）4月に足立区立新田小学校（あだちくりつしんでんしょうがっこう）と足立区立新田中学校（あだちくりつしんでんちゅうがっこう）が合併し、小中一貫校として開校した。
二丁目に所在していた旧新田小学校、一丁目に所在していた旧新田中学校の校舎は取り壊され2024年現在、新田三丁目に第一校舎と第二校舎が所在している。また、新田二丁目の旧新田小学校跡地には第二校庭（新田学園グラウンド）が所在しており、主に第二校舎の児童が使用する。第二校舎には1 - 4年生、第一校舎には5 - 9年生が在籍し、部活動は希望制で5年生から始めることができる。（一部を除く）

## 沿革
- 2010年（平成22年）
  - 4月1日 - 開校
- 2013年（平成25年）
  - 児童・生徒数の増加により、第二校舎を開設。
- 2014年（平成26年）
  - 小学部特別支援学級「さくら学級」を新設。
- 2015年（平成27年）
  - 中学部特別支援学級「かがやき学級」を新設。
- 2018年（平成30年）
  - 児童・生徒数が1800人を超える。

## 部活動
- 英語部
- 演劇部
- ゴルフ部
- サッカー部
- 吹奏楽部
- ソフトテニス部（男子・女子）
- 卓球部
- バスケットボール部（男子・女子）
- バドミントン部（男子・女子）
- バレーボール部（男子・女子）
- 美術部
- 陸上競技部

## 備考
- 第二校庭へは距離が離れているため、バスでの移動となる。